# Rabatinszky Mária

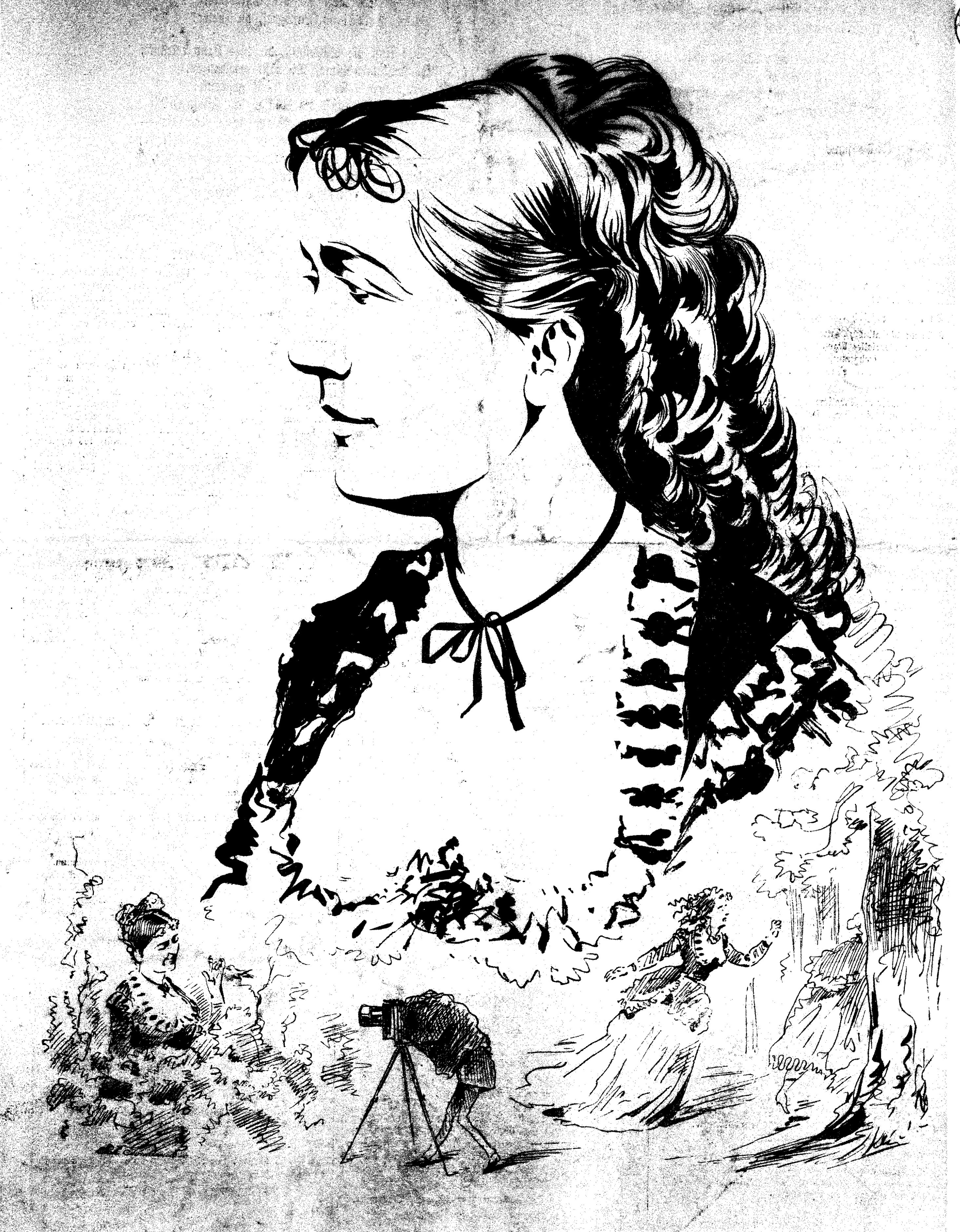
Karel Klíč karikatúrája

Rabatinszky Mária, Rabatinszky Mária Jozefina, külföldön: Marie von Rabatinsky (Csáklyó, 1844. június 25. – Párizs, 1873 után) opera-énekesnő (koloratúrszoprán).

## Életútja
Az Abaúj megyei Csáklyón született, ahol apja Rabatinszky János gróf Barkóczy Jánosnak volt az erdőmestere, anyja Kajzer Mária. Kassára meent, ahol nagynénje nevelte fel, a Szepsi-út 5. számú házában. Ezután Ernstné Kaiser Jozefa vitte Bécsbe a konzervatóriumba, ahonnan a bécsi operához szerződtették, mint primadonnát. 1862. szeptember havában tűnt fel egy hangversenyen; szerepelt a Népszínházban is, utoljára 1866. március 24-én lépett fel mint Gilda (Rigoletto). A Nemzeti Színház tagjaként ő volt az első magyar Oscar (Verdi: Az álarcosbál). 1865. július havában négy évre a bécsi operához szerződött, ahol november 23-án mutatkozott be, az udvari operában, Meyerbeer Ördög Róbertjében. Itt mint koloratúrénekes, Marie Wilt elődje volt. 1873. március 25-én Bécsben az Ágoston-rendi (Szent Augusztin) templomban férjhez ment Zachariás János (Johann Paul Zacharias, szül. 1824. nov. 20.) berlini/thüringiai gyároshoz és lelépett a pályáról, majd Nordhausenbe költözött. Férje halála után Párizsban élt, ahol festőművészettel foglalkozott.